# Coolah Airport
Coolah Airport är en flygplats i Australien. Den ligger i kommunen Warrumbungle Shire och delstaten New South Wales, i den sydöstra delen av landet, omkring 280 kilometer nordväst om delstatshuvudstaden Sydney.
Trakten runt Coolah Airport är nära nog obefolkad, med mindre än två invånare per kvadratkilometer.. Närmaste större samhälle är Coolah, omkring 12 kilometer sydost om Coolah Airport.
I omgivningarna runt Coolah Airport växer huvudsakligen savannskog. Genomsnittlig årsnederbörd är 792 millimeter. Den regnigaste månaden är februari, med i genomsnitt 161 mm nederbörd, och den torraste är oktober, med 12 mm nederbörd.